# Look Over Yonder
Pistes de South Saturn Delta
Little Wing
(2)
Look Over Yonder est une chanson posthume de Jimi Hendrix parue une première fois en 1971 dans l'album posthume Rainbow Bridge puis en 1997 dans l'album posthume South Saturn Delta.
Une version démo intitulée Mr Bad Luck apparait dans une version retravaillée en 2010 dans l'album posthume Valleys of Neptune.

## Enregistrement deMr Bad Luck
La première version de Look Over Yonder alors intitulée Mr Bad Luck est enregistrée par The Jimi Hendrix Experience le 5 mai 1967 aux studios Olympic à Londres avec Noel Redding à la basse et Mitch Mitchell à la batterie et produit par Chas Chandler. Initialement prévue pour faire partie de l'album Axis: Bold As Love, la chanson reste dans les tiroirs après son enregistrement qui comporte la piste de base et des ajouts. Cette version apparait dans la compilation posthume West Coast Seattle Boy: The Jimi Hendrix Anthology en 2010 remixée par l'ingénieur du son Eddie Kramer. Des années plus tôt, cette version apparait également dans l'album posthume Live & Unreleased : The Radio Show en 1989 (retiré de la vente depuis) par Alan Douglas qui la remixe pour correspondre au concept d'émission de radio. 
Pourtant, cet enregistrement connait une nouvelle destinée car le 5 juin 1987, le premier producteur de l'Experience Chas Chandler organise de façon exceptionnel une session d'enregistrement au studio Air de Londres pour permettre au bassiste Noel Redding et au batteur Mitch Mitchell de rejouer leurs parties sur la chanson ainsi que Lover Man et Crying Blue Rain. Ces trois chansons retravaillées sont toutes publiées en 2010 dans l'album posthume Valleys of Neptune. 

## Enregistrement deLook Over Yonder
Le 22 octobre 1968, trois jours avant la sortie de l'album Electric Ladyland, The Jimi Hendrix Experience enregistre la version définitive de la chanson sous le nom de Mr Lost Soul pendant les sessions aux studios TTG à Los Angeles lors du séjour du guitariste à Laurel Canyon (côtoyant Crosby, Stills, Nash and Young et Joni Mitchell). La dix-septième prise est utilisée comme piste de base sur laquelle des ajouts ont lieu. Après l'enregistrement, lors d'un premier mixage, Jimi demande à l'ingénieur du son d’inscrire le titre définitif Look Over Younder sur la bande. Par la suite, le guitariste ne reviendra pas sur la chanson de son vivant.
Après la mort du guitariste, les ingénieurs du son Eddie Kramer et John Jansen se chargent du mixage définitif le 11 mai 1971 aux studios Electric Lady à New York en vue de son inclusion dans le second album posthume Rainbow Bridge en 1971. Par la suite, l'album n'est plus réédité. Après la reprise en main du catalogue du guitariste par la famille en 1995, la discographie posthume est remise à plat et la chanson est publiée dans l'album posthume South Saturn Delta en octobre 1997.

## Analyse
La chanson Look Over Yonder trouve ses racines dans un morceau de blues rock que Jimi jouait dans les clubs de Greenwich Village en 1966 avec son groupe de l'époque Jimmy James and The Blue Flames.
Look Over Yonder est un inédit de l'Experience enregistré le 22 octobre 1968 aux studios TTG. Bien qu'enregistré après Electric Ladyland, le morceau est absent des listes manuscrites des titres potentiels du quatrième album studio du guitariste, ni dans ses interviews. Le titre n'est pas joué en concert. Pour autant, c'est un titre solide du Jimi Hendrix Experience, très rock. Le style est plus proche des débuts de l'Experience, dont les origines remontent à 1967. 

## Personnel
- Jimi Hendrix : chant, guitares, production
- Noel Redding : basse, chœurs
- Mitch Mitchell : batterie, production
- Angel Balestier : ingénieur du son aux studios TTG (assisté par Mark Kauffman)
- Eddie Kramer et John Jansen : production et mixage